# TOR1AIP2
TOR1AIP2 (англ. Torsin 1A interacting protein 2) – білок, який кодується однойменним геном, розташованим у людей на 1-й хромосомі. Довжина поліпептидного ланцюга білка становить 470 амінокислот, а молекулярна маса — 51 263.
| 10         |  | 20         |  | 30         |  | 40         |  | 50         |
| ---------- |  | ---------- |  | ---------- |  | ---------- |  | ---------- |
| MADSGLREPQ |  | EDSQKDLEND |  | PSVNSQAQET |  | TIIASNAEEA |  | EILHSACGLS |
| KDHQEVETEG |  | PESADTGDKS |  | ESPDEANVGK |  | HPKDKTEDEN |  | KQSFLDGGKG |
| HHLPSENLGK |  | EPLDPDPSHS |  | PSDKVGRADA |  | HLGSSSVALP |  | KEASDGTGAS |
| QEPPTTDSQE |  | AQSPGHSSAG |  | QEGEDTLRRR |  | LLAPEAGSHP |  | QQTQKLEEIK |
| ENAQDTMRQI |  | NKKGFWSYGP |  | VILVVLVVAV |  | VASSVNSYYS |  | SPAQQVPKNP |
| ALEAFLAQFS |  | QLEDKFPGQS |  | SFLWQRGRKF |  | LQKHLNASNP |  | TEPATIIFTA |
| AREGRETLKC |  | LSHHVADAYT |  | SSQKVSPIQI |  | DGAGRTWQDS |  | DTVKLLVDLE |
| LSYGFENGQK |  | AAVVHHFESF |  | PAGSTLIFYK |  | YCDHENAAFK |  | DVALVLTVLL |
| EEETLEASVG |  | PRETEEKVRD |  | LLWAKFTNSD |  | TPTSFNHMDS |  | DKLSGLWSRI |
| SHLVLPVQPV |  | SSIEEQGCLF |  |            |  |            |  |            |

A: Аланін

C: Цистеїн

D: Аспарагінова кислота

E: Глутамінова кислота

F: Фенілаланін

G: Гліцин

H: Гістидин

I: Ізолейцин

K: Лізин

L: Лейцин

M: Метіонін

N: Аспарагін

P: Пролін

Q: Глутамін

R: Аргінін

S: Серин

T: Треонін

V: Валін

W: Триптофан

Кодований геном білок за функцією належить до фосфопротеїнів. 
Задіяний у таких біологічних процесах, як ацетилювання, альтернативний сплайсинг. 
Локалізований у ядрі, мембрані, ендоплазматичному ретикулумі.